# Alexander Polyakov
Pour les articles homonymes, voir Polyakov.
Alexander Markovitch Polyakov (en français « Alexandre Poliakov » (très peu usité), en russe : Алекса́ндр Ма́ркович Поляко́в, né le 27 septembre 1945 à Moscou) est un physicien théoricien soviético-russe. Il a travaillé à l'institut Landau de physique théorique de Moscou puis, depuis 1990, à l'université de Princeton.
Polyakov est connu pour ses contributions à la théorie quantique des champs, dont le monopôle 't Hooft–Polyakov (en) en théorie de jauge, l'instanton BPST (en), et son intégrale de chemin en théorie des cordes. Sa co-publication Infinite conformal symmetry in two-dimensional quantum field theory, avec Alexander Belavin et Alexander Zamolodchikov, a fondé la théorie conforme des champs en deux dimensions.

## Biographie
En 1965, dans le cadre d'un travail étudiant, Polyakov établit, avec Alexander Migdal, le mécanisme de Brout-Englert-Higgs-Hagen-Guralnik-Kibble de manière indépendante à partir de diverses publications, dont certaines de Peter Higgs. En raison de délais éditoriaux, l'ouvrage n'est cependant publié qu'en 1966.

## Prix et distinctions
Polyakov est élu membre de l'Académie des sciences de Russie en 1984 et membre de l'Académie nationale des sciences (NAS) en 2005,.